# Дивовижні люди
Дивовижні люди — це телевізійне шоу, що є українським аналогом популярного німецького формату The Brain компанії Endemol Shine Group, яке демонструється на телеканалах США, Франції, Китаї, Італії, Бразилії, Португалії та інших країн світу. Прем'єра інтелектуального розважального відбулася на телеканалі «Україна» в суботу 23 лютого 2019 року. Ведучий шоу — Олександр Скічко.
Виробництвом шоу на замовлення каналу «Україна» займалася компанія Friends Production.

## Опис
В інтелектуальному шоу беруть участь 54 людини з різних куточків України з видатними розумовими здібностями. Кожної телеперадачі п'ять дорослих учасників та одна дитина отримають від команди проекту незвичайні, ефектні і масштабні випробування такі, як: запам'ятати величезні обсяги інформації, дуже швидко порахувати, продемонструвати стереоскопічний зір або вражаючу тактильну, рухову, м'язову чи музичну пам'ять.
У кожній з дев'яти передач їх навички має професійно оцінити зоряний гість. Глядачі в залі та судді визначають переможця із шести учасників, який за перемогу отримає приз в 100 тисяч гривень. Також переможці виходять у фінал, де будуть змагатися за приз 200 тисяч гривень.
|  | «Це шоу стане подією для нашої країни! Ми покажемо дивовижні можливості мозку, які освоїли звичайні українці. Вміння учасників здаються абсолютно неймовірними і незрозумілими. Але це не фокуси і не магія, це реальні можливості реальних людей. На прикладі історій наших героїв глядачі зможуть переконатися в тому, що здатні виявити і розвинути власну унікальність. Проект «Дивовижні люди» подарує глядачам неймовірні емоції і захоплююче видовище - безмежну силу мозку», - розповів директор Департаменту розважальних програм каналу «Україна» Анатолій Сябро." |

## Судді
- Оля Полякова, поп-зірка;
- Олексій Суханов, телеведучий;
- Марія Єфросиніна, телеведуча, почесний посол фонду ООН в галузі народонаселення в Україні;
- Віктор Комаренко, вчений.

## Учасники
Перша програма (23 лютого 2019)
- Переможець: Олег Шпай (нар. 1996) зі Львова позбавлений зору опанував метод ехолокації. Він наосліп визначає з якого матеріалу зроблений предмет не торкаючись його. У шоу буде визначати й описувати предмети, які з'являться перед ним у студії.

- - Станіслав Старостенко, фермер[4] — людина-календар. Він називав день тижня із запропонованих дат членами журі у різні століття.
  - Ірина Єгорова — унікальні тактильні здібності. Вона із закритими очима, на дотик, запам'ятала статуру одного з 25 чоловіків, який був випадковим чином обраний зоряними експертами, а потім знайшла його серед інших хлопців лише за малюнком тіла.
  - Анна Пастушок — сінестетік. Спочатку бачила тільки кольори на екрані, які змінювалися, за ними вона визначала мелодію та повторювала її на музичному інструменті.
  - Олег Волошко — унікальна м'язова пам'ять. У його випробуванні взяв участь зоряний-гість, боксер, Денис Беринчик. Олега запам'ятав комбінації ударів, які були продемонстровані на 5 боксерських конструкціях і повторив їх з закритими очима.
  - Льоня (нар. 2011) та Світлана Соловей — хлопчик освоїв техніку запам'ятовування на феноменальному рівні. Він запам'ятав послідовність 54 червоних і зелених смуг. Його мама йшла по мосту, що складається з 54 дощок, які повторюють червоні і зелені смуги, а він називав номери. Якби він назвав хоча б одну смугу неправильно — мама впала б з моста.

Друга програма (2 березня 2019)
- Переможець: Наталія Жидкова (нар. 1983) з Харкова розвинула в собі здатність запам'ятовувати величезні обсяги інформації — обличчя, числа, зображення. На шоу протягом 4 хвилин вона буде фіксувати в пам'яті імена 24 пар близнюків, які з'являться у студії в однаковому одязі, а також запам'ятати їхню розсадку на 6-східчастій платформі. Після закінчення цього часу, близнюки закриють свої обличчя, аби не лише запам'ятати, де сидять пари, а й назвати імена всіх 48 близнюків[6].

- - Євген Іванов — володіє стереоскопічним зором. Мав знайти відмінності на гігантських картинах, які складалися з 10 тисяч пікселів.
  - Надія Васіна — унікальна рухова пам'ять. Спочатку запам'ятала, а потім із закритими очима зробила 5 складних гімнастичних позицій, щоб пройти через конструкції каруселі, яка рухалася, і не зачепити жодну з них.
  - Станіслав Швець — тактильна пам'ять. Зі 100 видів троянд мав визначити на дотик з закритими очима сорт і колір тих квіток, які були випадковим чином обрані зоряними експертами.
  - Сава Мурачев (нар. 2010) — продемонстрував миттєвий рахунок в розумі. Проходив випробування в три етапи: рахунок складних цифр, рахунок з віршем і рахунок під час набивання м'яча. За одну секунду він здатний додавати двох, трьох, чотиризначні числа[7].
  - Дмитро Куценко — людина-магнітофон. Він переспівав хіти Олега Винника навпаки. Для цього завдання був запрошений зірковий гість, соліст гурту «ТІК» Віктор Бронюк[8].

Третя програма (9 березня 2019)
- Переможець: Андрій Лушпак[10] (нар. 2002) — володіє неймовірною мультифункціональною здібністю. Він одночасно жонглював, складав кубик Рубика і промовляв скоромовку.

- - Наталя Медведєва[11] — екстремальний номер: запам'ятала малюнки на стінах і кожну змію окремо. Після чого, стоячи в акваріумі зі зміями, повернути їх в колби по пам'яті.
  - Микола Морозов — демонстрація розвиненого почуття смаку: закривши очі, визначав який овоч чи страва стоїть перед ним. Допомагав — український шеф-кухар та кулінарний експерт Клопотенко Євген.
  - Сашко Медведєв[12] (нар. 2010) — володіє прийомами мнемотехніки: запам'ятовував послідовність п'ятдесяти, розкиданих в хаотичному порядку, горіхів.
  - Ярослав Олійник (нар. 1994), музикантУчасник супер-шоу «Дивовижні люди» запрошує на концерт пам'яті свого батька — неймовірні здібності слухової пам'яті: прослухавши тонові номера десяти дівчат, запам'ятовував їх, а також їхні голоси та ім'я. Після того, як зіркові судді обрали дівчину, Ярославу потрібно було їй зателефонувати.
  - Олексій Бессонов[13] — дивовижні здібності своєї пам'яті: запам'ятавши інформацію, яка показувалася на кожному з телевізорів, розташованих на стіні[14].

Четверта програма (16 березня 2019)
- - Сергій Ільїнський — орнітолог-любитель. За голосами буде розпізнати птахів, які співають і поодинці, і разом.
  - Олег Оливко — може визначити оперні твори лише за рухами губ солістів.
  - Христина Дуванова — «дівчинка-сканер»: здатна запам'ятовувати велику кількість штрих-кодів з першого погляду.
  - Світлана Котик — «жінка-суперпам'ять»: продемонструє фотографічну пам'яттю.
  - Катерина Семенова — неймовірна оріенталістка: може навчити будь-кого читати і писати японською мовою всього за 45 хвилин.
  - Андрій Стефурак — поліглот з народу: вивчив 15 мов завдяки серіалам і пісням.

## Гранд-фінал шоу 27 квітня 2019 року
- Олег Шпай — ехолокатор;
- Наталія Жидкова - мнемонік;
- Андрій Лушпак - мультифункціональні здібності.